# Irmãs Franciscanas da Eucaristia
Irmãs Franciscanas da Eucaristia é uma ordem religiosa feminina da Igreja Católica Apostólica Romana. A casa mãe está localizada em Meriden, Connecticut na Arquidiocese de Hartford.
A Ordem começou a existir em 2 de dezembro de 1973 como um resultado de um período de renovação dentro da ordem en:Franciscan Sisters of Perpetual Adoration, de La Crosse. Em 2002, a ordem dos Irmãos Franciscanos da Eucaristia foi fundada como um complemento às Irmãs Franciscanas da Eucaristia.
Simultaneamente possuiram e operaram uma balsa e uma loja em en:Shaw Island, parte de San Juan Islands, no estado de Washington.
Os fundadores são os mesmos das ordens en:Franciscan Sisters of Perpetual Adoration e en:Sisters of St. Francis of Assisi, de St. Francis, Wisconsin.